# توم أسبينال
توماس بول أسبينال (بالإنجليزية: Thomas Paul Aspinall؛ مواليد 11 أبريل 1993) هو مُقاتل فنون قتالية مختلطة إنجليزي. يُنافس حاليًا في فئة الوزن الثقيل في يو إف سي، حيث يُعدّ هو بطل يو إف سي للوزن الثقيل الحالي. اعتبارًا من 1 يوليو 2025، احتل هو المركز التاسع في تصنيفات يو إف سي في جميع الأوزان. يشتهر أسبينال بقدرته على إنهاء النزالات، حيث أنهى ستة من انتصاراته الثمانية في يو إف سي بحلول منتصف الجولة الأولى، ويحمل الرقم القياسي في يو إف سي لأقصر متوسط قتال بدقيقتين وثانيتين.

## الخلفية
اتبع أسبينال خطى والده من خلال البدء في التدرب على فنون الدفاع عن النفس في سن السابعة في استوديو لي للدفاع عن النفس، لي، مانشستر الكبرى، حيث تدرب على الجوجوتسو. بعد تدريبه أيضًا على المصارعة والملاكمة، انتقل أسبينال إلى رياضة الجوجيتسو البرازيلية. لقد فاز ببطولة بريطانيا المفتوحة في رياضة الجوجيتسو البرازيلية في جميع فئات الحزام باستثناء الحزام الأسود. بعد أن أصبح والده مدرب الجوجيتسو لفريق كوبون، أصبح أسبينال مهتمًا بالفنون القتالية المختلطة وانتقل في النهاية إلى هذه الرياضة. في العام الذي أعقب إكماله المدرسة في سن 16 عامًا، نما طول أسبينال من 5 قدم 8 بوصة (1.73 م) إلى 6 قدم 5 بوصة (1.96 م)، مما تسبب في آلام شديدة أثناء النمو.

## مسيرته في فنون القتال المختلطة

### مسيرته المبكرة
في سن 18 عامًا، خاض أسبينال أول قتال له في الهواة. حصد سجل بـ9 انتصارات ولم يخسر كهاوٍ. جميع انتصاراته باستثناء واحدة جاءت بالضربة القاضية أو الإخضاع.
وقع أسبينال عقدًا من خمس نزالات مع قفص المحاربين بعد توقف دام عامين ونصف عن فنون القتال المختلطة الاحترافية. تم عرض عقد على أسبينال من قبل يو إف سي أيضًا، لكنه لم يشعر بأنه مستعد للانضمام إلى المنظمة ورفضه لاحقًا. بعد تمكن من الفوز بالإنهاء مرتين في قفص المحاربين وقع في النهاية مع يو إف سي.

### يو إف سي
كان من المقرر في الأصل أن يقوم أسبينال بأول ظهور له في المنظمة ضد رافائيل بيسوا في حدث يو إف سي ليلة القتال: وودلي ضد إدواردز في 21 مارس 2020. ومع ذلك، انسحب بيسوا من النزال بسبب الإصابة وتم استبداله بجيك كولير، ولكن تم إلغاء هذا الحدث بسبب جائحة فيروس كورونا. بعد ذلك، تم عقده في 25 يوليو 2020، في يو إف سي على إي إس بي إن 14. وفاز بالقتال عن طريق الضربة الفنية القاضية في الجولة الأولى. أكسبه هذا الفوز مكافأة أداء الليلة.
كان من المتوقع أن يكون ظهور أسبينال الثاني في يو إف سي ضد سيرجي سبيفاك في حدث يو إف سي ليلة القتال: مورايس ضد ساندهاغن في 11 أكتوبر 2020. ومع ذلك، انسحب سبيفاك من النزال لأسباب غير معلنة وتم استبداله بالوافد الترويجي الجديد آلان بودو. فاز أسبينال بالقتال عن طريق الضربة الفنية القاضية في الجولة الأولى.
واجه أسبينال بعد ذلك أندراي أرلوفسكي في يو إف سي ليلة القتال: بلايد ضد لويس في 20 فبراير 2021. فاز بالقتال عن طريق الإخضاع في الجولة الثانية. أكسبه هذا الفوز مكافأة أداء الليلة.
كان من المتوقع أن يواجه أسبينال سيرجي بافلوفيتش في 4 سبتمبر 2021، في حدث يو إف سي ليلة القتال 191. ومع ذلك، تمت إزالة بافلوفيتش من البطاقة في أواخر أغسطس بسبب مشكلات التأشيرة المزعومة التي قيدت قدرته على السفر وتم استبداله بسيرجي سبيفاك. فاز أسبينال بالقتال عن طريق الضربة الفنية القاضية في الجولة الأولى. أكسبه الفوز على مكافأة أداء الليلة الثالثة.
كان من المقرر أن يواجه أسبينال شامل عبد الرحيموف في 19 مارس 2022 في يو إف سي ليلة القتال 204. ومع ذلك، في 21 يناير 2022، أُعلن أن أسبينال سيواجه ألكسندر فولكوف بدلاً من ذلك. فاز أسبينال بالقتال عن طريق إخضاع شريط الذراع المستقيم في الجولة الأولى. وبهذا الفوز حصل على مكافأة أداء الليلة.
واجه أسبينال كورتيس بلايدز في 23 يوليو 2022، في يو إف سي ليلة القتال 208. وخسر القتال عن طريق الضربة الفنية القاضية بعد 15 ثانية من الجولة الأولى بعد أن أصبح غير قادر على الاستمرار بسبب إصابة في الركبة.
بعد عام من الراحة بسبب إصابته، عاد أسبينال لمواجهة مارسين تيبورا في 22 يوليو 2023 في يو إف سي على إي إس بي إن 224. وفاز بالقتال عن طريق الضربة الفنية القاضية بعد ما يزيد قليلاً عن دقيقة من الجولة الأولى. وبهذا الفوز، حصل على مكافأة أداء الليلة الخامسة له.
في 11 نوفمبر 2023، من المقرر أن يواجه أسبينال سيرجي بافلوفيتش على لقب بطولة يو إف سي للوزن الثقيل المؤقت في 11 نوفمبر 2023، في يو إف سي 295، بسبب إصابة جون جونز وإلغاء نزاله ضد ستيبي ميوتيتش.

#### بطولة يو إف سي للوزن الثقيل
في غضون أسبوعين، واجه أسبينال سيرجي بافلوفيتش على لقب بطولة يو إف سي للوزن الثقيل المؤقت في 11 نوفمبر 2023، في يو إف سي 295 بسبب إصابة جون جونز وإلغاء نزاله ضد ستيبي ميوتيتش. وقد فاز بالضربة القاضية في الجولة الأولى في ما يزيد قليلاً عن دقيقة وأكسبه هذا الفوز مكافأة أداء الليلة.
دافع أسبينال عن لقبه المؤقت ضد كورتيس بلايدز في نزال العودة في 27 يوليو 2024 في حدث يو إف سي 304. فاز بالقتال عن طريق الضربة القاضية بعد دقيقة واحدة من الجولة الأولى. نال من خلال هذا النزال مكافأة أداء الليلة بقيمة 100،000 دولار.
كان أسبينال هو المقاتل الاحتياطي لنزال لقب بطولة يو إف سي للوزن الثقيل بين البطل الحالي جون جونز وستيبي ميوتيتش في 16 نوفمبر 2024 في حدث يو إف سي 309.
في المؤتمر الصحفي الذي أعقب حدث يو إف سي على إيه بي سي: هيل ضد رونتري جونير في 21 يونيو 2025، أعلن الرئيس التنفيذي لشركة يو إف سي دانا وايت أن بطل يو إف سي للوزن الثقيل جون جونز (الذي كان أيضًا بطل يو إف سي لوزن خفيف الثقيل) قد اعتزال من منافسات فنون القتال المختلطة وأن أسبينال تمت ترقيته باعتباره البطل الجديد بلا منازع نتيجة لذلك.

## حياته الشخصية
ولد أسبينال لأبوين تريسي وأندي ونشأ في أثرتون، مانشستر الكبرى. وهو متزوج من زوجته البولندية جوستينا وله ولدان وبنت واحدة. تم تشخيص إصابة أحد أبنائه بمرض التوحد. يستطيع أسبينال التحدث ببعض اللغة البولندية ويقول إنه يشعر بأنه قريب جدًا من بولندا بسبب زوجته وأطفاله نصف البولنديين.

## البطولات والإنجازات

### فنون القتال المختلطة
- يو إف سي
  - بطولة يو إف سي للوزن الثقيل المؤقت (مرة واحدة، حاليا)[45]
  - أداء الليلة (سبع مرات) ضد جيك كولير، وأندراي أرلوفسكي، وسيرجي سبيفاك، وألكسندر فولكوف، ومارسين تيبورا، سيرجي بافلوفيتش، وكورتيس بلايدز[22][28][32][36][41][44][49]
  - ثالث أكثر عدد ضربات مؤثرة تم تسجيلها في الدقيقة الواحدة في تاريخ يو إف سي (7.65)[56]
  - أقصر متوسط وقت قتال في تاريخ يو إف سي (2:02)[56]
  - رابع أكبر عدد من الضربات القاضية في خمس عشرة دقيقة في تاريخ يو إف سي (3.46)[56]
  - ثالث أكبر عدد من الضربات المؤثرة في الدقيقة الواحدة في تاريخ يو إف سي (7.72)[56]
  - أكبر فارق مذهل في تاريخ يو إف سي (4.95)[56]
  - أقل وقت للتمركز على الأرض في تاريخ يو إف سي (0:01)[57]
  - أدنى نسبة للتمركز على الأرض في تاريخ يو إف سي (0.1%)[57]

- شيردوغ
  - أكثر مقاتل سطع نجمه في 2023[58]

- تلفزيون المال العنيف
  - أفضل ضربة قاضية من مقاتل فنون قتالية مختلطة لعام 2023[59]

## سجل فنون القتال المختلطة
| السجل المهني |        |         |
| 18 نزال      | 15 فوز | 3 خسارة |
| ضربة قاضية   | 12     | 1       |
| إخضاع        | 3      | 1       |
| إقصاء        | 0      | 1       |

| النتيجة | السجل | الخصم            | الطريقة                              | الحدث                                       | التاريخ        | الجولة | الوقت | المكان                                   | الملاحظات                                                    |
| ------- | ----- | ---------------- | ------------------------------------ | ------------------------------------------- | -------------- | ------ | ----- | ---------------------------------------- | ------------------------------------------------------------ |
| فاز     | 15–3  | كورتيس بلايدز    | ضربة قاضية (باللكمات)                | يو إف سي 304                                | 27 يوليو 2024  | 1      | 1:00  | مانشستر، إنجلترا                         | دافع عن لقب بطولة يو إف سي للوزن الثقيل المؤقت. أداء الليلة. |
| فاز     | 14–3  | سيرجي بافلوفيتش  | ضربة قاضية (باللكمات)                | يو إف سي 295                                | 11 نوفمبر 2023 | 1      | 1:09  | مدينة نيويورك، نيويورك، الولايات المتحدة | فاز بلقب بطولة يو إف سي للوزن الثقيل المؤقت. أداء الليلة.    |
| فاز     | 13–3  | مارسين تيبورا    | ضربة فنية قاضية (بالمرفق واللكمات)   | يو إف سي على إي إس بي إن: أسبينال ضد تيبورا | 22 يوليو 2023  | 1      | 1:13  | لندن، إنجلترا                            | أداء الليلة.                                                 |
| خسر     | 12–3  | كورتيس بلايدز    | ضربة فنية قاضية (إصابة في الركبة)    | يو إف سي ليلة القتال: بلايدز ضد أسبينال     | 23 يوليو 2022  | 1      | 0:15  | لندن، إنجلترا                            |                                                              |
| فاز     | 12–2  | ألكسندر فولكوف   | إخضاع (شريط الذراع المستقيم)         | يو إف سي ليلة القتال: فولكوف ضد أسبينال     | 19 مارس 2022   | 1      | 3:45  | لندن، إنجلترا                            | أداء الليلة.                                                 |
| فاز     | 11–2  | سيرجي سبيفاك     | ضربة فنية قاضية (بالمرفق واللكمات)   | يو إف سي ليلة القتال: برونسون ضد تيل        | 4 سبتمبر 2021  | 1      | 2:30  | لاس فيغاس، نيفادا، الولايات المتحدة      | أداء الليلة.                                                 |
| فاز     | 10–2  | أندراي أرلوفسكي  | إخضاع (خنق خلفي عاري)                | يو إف سي ليلة القتال: بلايد ضد لويس         | 20 فبراير 2021 | 2      | 1:09  | لاس فيغاس، نيفادا، الولايات المتحدة      | أداء الليلة.                                                 |
| فاز     | 9–2   | آلان بودو        | ضربة فنية قاضية (بالمرفقين واللكمات) | يو إف سي ليلة القتال: مورايس ضد ساندهاغن    | 10 أكتوبر 2020 | 1      | 1:35  | أبو ظبي, الإمارات العربية المتحدة        |                                                              |
| فاز     | 8–2   | جيك كولير        | ضربة فنية قاضية (بالركبة واللكمات)   | يو إف سي على إي إس بي إن: ويتيكر ضد تيل     | 26 يوليو 2020  | 1      | 0:45  | أبو ظبي، الإمارات العربية المتحدة        | أداء الليلة.                                                 |
| فاز     | 7–2   | ميكائيل بن حمودة | ضربة فنية قاضية (باللكمات)           | قفص المحاربين 107                           | 28 سبتمبر 2019 | 1      | 0:56  | ليفربول، إنجلترا                         |                                                              |
| فاز     | 6–2   | سفيان بوكيشو     | ضربة فنية قاضية (إصابة في الساق)     | قفص المحاربين 101                           | 16 فبراير 2019 | 1      | 1:21  | ليفربول، إنجلترا                         |                                                              |
| فاز     | 5–2   | كميل بازيلاق     | ضربة قاضية (لكمة)                    | منافس الاتصال الكامل 16                     | 18 يونيو 2016  | 1      | 1:16  | بولتن، إنجلترا                           |                                                              |
| خسر     | 4–2   | لوكاس باروبيك    | إقصاء (مرفق هابط غير قانوني)         | باما 25                                     | 14 مايو 2016   | 2      | 3:33  | برمنغهام، إنجلترا                        |                                                              |
| فاز     | 4–1   | أدريان روسكاتش   | ضربة فنية قاضية (باللكمات)           | منافس الاتصال الكامل 15                     | 5 مارس 2016    | 1      | 1:05  | بولتن، إنجلترا                           |                                                              |
| خسر     | 3–1   | ستيوارت أوستن    | إخضاع (خطاف الكعب)                   | باما 21                                     | 13 يونيو 2015  | 2      | 3:59  | برمنغهام، إنجلترا                        |                                                              |
| فاز     | 3–0   | ساتيش جاماي      | ضربة فنية قاضية (باللكمات)           | باما 19                                     | 28 مارس 2015   | 1      | 0:09  | بلاكبول، إنجلترا                         |                                                              |
| فاز     | 2–0   | ريكي كينغ        | إخضاع (خطاف الكعب)                   | باما 18                                     | 21 فبراير 2015 | 1      | 0:49  | ولفرهامبتن، إنجلترا                      |                                                              |
| فاز     | 1–0   | ميشال بيشكيك     | ضربة فنية قاضية (خضوع للكمات)        | إم إم إيه فيرسيس يو كيه                     | 13 ديسمبر 2014 | 1      | 0:15  | مانشستر، إنجلترا                         | الظهور الأول في الوزن الثقيل.                                |

## سجل الملاكمة
| 1 نزال       | 1 فوز | 0 خسارة |
| ------------ | ----- | ------- |
| ضربة القاضية | 1     | 0       |

| # | النتيجة | السجل | الخصم        | الطريقة    | الجولة، الوقت | التاريخ       | الموقع                          | الملاحظات |
| - | ------- | ----- | ------------ | ---------- | ------------- | ------------- | ------------------------------- | --------- |
| 1 | فاز     | 1–0   | تاماس باجزات | ضربة قاضية | 1 (4)، 1:24   | 24 يونيو 2017 | منتدى ويثينشو، مانشستر، إنجلترا |           |

## وصلات خارجية
- توم أسبينال على موقع بوكس ريك (الإنجليزية) (registration required)
- توم أسبينال على موقع يو إف سي (الإنجليزية)
- توم أسبينال على موقع شيردوغ (الإنجليزية)
- توم أسبينال على موقع Tapology.com (الإنجليزية)
- توم أسبينال على موقع فايت ماتريكس (الإنجليزية)
- توم أسبينال على موقع إي إس بي إن (الإنجليزية)